# Epic Systems
Epic Systems, ou Epic, est une société privée de logiciels de soins de santé. Selon la société, les hôpitaux qui utilisent son logiciel détenaient les dossiers médicaux de 54 % des patients aux États-Unis et 2,5 % des patients dans le monde en 2015. 

## Histoire
Epic a été fondée en 1979 par Judy Faulkner avec un investissement de 70 000 $ (250 000 $ en valeur actualisée). Basé à l'origine à Madison, dans le Wisconsin, Epic a déménagé son siège social dans un grand campus de la banlieue de  Verona, dans le Wisconsin en 2005, où il emploie 10 000 personnes à partir de 2019. Le campus a des zones / bâtiments à thème, comme une structure en forme de château, un «pays fantastique» qui semble être inspiré par Harry Potter de JK Rowling, et une salle à manger conçue pour imiter une gare.